# Haven Denney
Haven Denney (ur. 28 października 1995 w Ocala) – amerykańska łyżwiarka figurowa, startująca w parach sportowych z Brandonem Frazierem. Mistrzyni świata juniorów (2013), medalistka zawodów z cyklu Grand Prix i Challenger Series, mistrzyni Stanów Zjednoczonych (2017).
Przed 2004 rokiem Denney i Frazier wspólnie występowali we wrotkarstwie. Wspólną jazdę na lodzie rozpoczęli w latach 2005–2008 i wrócili do współpracy po kilkuletniej przerwie dopiero w maju 2011.
Jej rodzice DeeDee i Bryan Denney uprawiali wrotkarstwo, w którym ojciec został indywidualnym brązowym medalistą mistrzostw świata. Z kolei jej starsza siostra Caydee Denney była łyżwiarką figurową występującą w konkurencji par sportowych, Olimpijką z Vancouver, wicemistrzynią czterech kontynentów 2012 i dwukrotną mistrzynią kraju.
25 marca 2020 roku Denney i Frazier zakończyli wspólną jazdę.

## Osiągnięcia

### Z Brandonem Frazierem
| Zawody                                | 05–06         | 07–08         | 11–12         | 12–13         | 13–14         | 14–15         | 16–17         | 17–18         | 18–19         | 19–20         |               |               |               |               |               |               |               |
| Międzynarodow                         | Międzynarodow | Międzynarodow | Międzynarodow | Międzynarodow | Międzynarodow | Międzynarodow | Międzynarodow | Międzynarodow | Międzynarodow | Międzynarodow | Międzynarodow | Międzynarodow | Międzynarodow | Międzynarodow | Międzynarodow | Międzynarodow | Międzynarodow |
| ------------------------------------- | ------------- | ------------- | ------------- | ------------- | ------------- | ------------- | ------------- | ------------- | ------------- | ------------- | ------------- | ------------- | ------------- | ------------- | ------------- | ------------- | ------------- |
| Mistrzostwa świata                    |               |               |               |               |               | 12            | 20            |               |               |               |               |               |               |               |               |               |               |
| Mistrzostwa czterech kontynentów      |               |               |               |               | 4             | 7             | 8             |               | 5             |               |               |               |               |               |               |               |               |
| GP Internationaux de France           |               |               |               |               |               |               |               |               | WD            | 3             |               |               |               |               |               |               |               |
| GP NHK Trophy                         |               |               |               |               | 5             |               |               |               |               |               |               |               |               |               |               |               |               |
| GP Rostelecom Cup                     |               |               |               |               |               | 4             |               |               |               |               |               |               |               |               |               |               |               |
| GP Skate America                      |               |               |               |               |               | 2             | 2             | 7             |               | 3             |               |               |               |               |               |               |               |
| GP Skate Canada International         |               |               |               |               | 5             |               | 4             | 7             | 6             |               |               |               |               |               |               |               |               |
| CS Autumn Classic International       |               |               |               |               |               | 2             |               |               | 3             |               |               |               |               |               |               |               |               |
| CS Golden Spin Zagrzeb                |               |               |               |               |               |               | 4             |               |               |               |               |               |               |               |               |               |               |
| CS Lombardia Trophy                   |               |               |               |               |               | 1             |               |               |               |               |               |               |               |               |               |               |               |
| CS Memoriał Ondreja Nepeli            |               |               |               |               |               |               | 4             |               |               |               |               |               |               |               |               |               |               |
| CS Nebelhorn Trophy                   |               |               |               |               |               |               |               |               |               | 6             |               |               |               |               |               |               |               |
| CS U.S. International Classic         |               |               |               |               |               |               |               | 4             |               |               |               |               |               |               |               |               |               |
| Memoriał Ondreja Nepeli               |               |               |               |               | 4             |               |               |               |               |               |               |               |               |               |               |               |               |
| Międzynarodowe: Kategorie młodzieżowe |               |               |               |               |               |               |               |               |               |               |               |               |               |               |               |               |               |
| Mistrzostwa świata juniorów           |               |               | 4             | 1             |               |               |               |               |               |               |               |               |               |               |               |               |               |
| JGP w Austrii                         |               |               | 7             |               |               |               |               |               |               |               |               |               |               |               |               |               |               |
| JGP na Łotwie                         |               |               | 8             |               |               |               |               |               |               |               |               |               |               |               |               |               |               |
| JGP w Stanach Zjednoczonych           |               |               |               | 4             |               |               |               |               |               |               |               |               |               |               |               |               |               |
| Krajowe                               |               |               |               |               |               |               |               |               |               |               |               |               |               |               |               |               |               |
| Mistrzostwa Stanów Zjednoczonych      | 10 V          | 3 I           | 1 J           | 5             | 5             | 2             | 1             | 5             | 2             | 5             |               |               |               |               |               |               |               |

### Z Danielem Raadem
| Mistrzostwa Stanów Zjednoczonych | 2 N | 7 J | 6 J |